# Taxillus kaempferi
Espèce
Taxillus kaempferi est une espèce des plantes dicotylédones de la famille des Loranthacées.
On la trouve en Chine (Anhui, Fujian, W Hubei, S Jiangxi, Sichuan, S Zhejiang), au Boutan et au Japon.
C'est une espèce de plantes parasites. Sa plante hôte est Pinus thunbergii.
Il existe deux sous-espèces :
- Taxillus kaempferi var. grandiflorus H.S. Kiu
- Taxillus kaempferi var. kaempferi

On peut isoler le flavonol avicularine, l'hypérine, la quercitrine et la taxillusine de T. kaempferi.

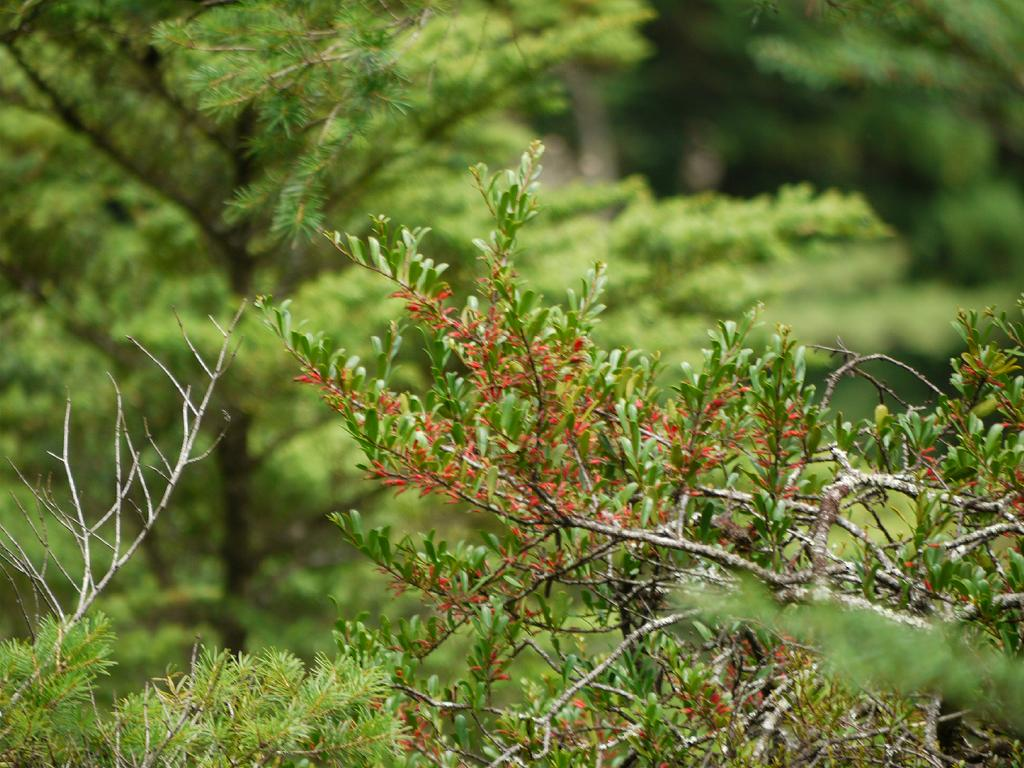
Vue rapprochée.